# Kanton Montreuil-Bellay
Montreuil-Bellay is een voormalig kanton van het Franse departement Maine-et-Loire. Het kanton maakte deel uit van het arrondissement Saumur.

## Geschiedenis
Op 22 maart 2015 werd het kanton opgeheven en werden de gemeenten bij het aangrenzende kanton Doué-la-Fontaine gevoegd. 

## Gemeenten
Het kanton Montreuil-Bellay omvatte de volgende gemeenten:
- Antoigné
- Brézé
- Brossay
- Cizay-la-Madeleine
- Le Coudray-Macouard
- Courchamps
- Épieds
- Montreuil-Bellay (hoofdplaats)
- Le Puy-Notre-Dame
- Saint-Cyr-en-Bourg
- Saint-Just-sur-Dive
- Saint-Macaire-du-Bois
- Vaudelnay